# غطاء (طوبولوجيا)
في الرياضيات، يعرف غطاء مجموعة X على أنه اجتماع عدة مجموعات بحيث تكون المجموعة X مجموعة جزئية في اجتماع هذه المجموعات.
يعبر عنها بالرموز على الشكل: إذا كانت {\displaystyle C=\lbrace U_{\alpha }:\alpha \in A\rbrace } هي عائلة مفهرسة للمجموعات Uα عندها تكون C غطاء للمجموعة X إذا تحقق:
{\displaystyle X\subseteq \bigcup _{\alpha \in A}U_{\alpha }}

## الغطاء في الطوبولوجيا
تستخدم الأغطية بشكل كبير في دراسة الطوبولوجيا.
إذا كانت المجموعة X هي فضاء طوبولوجي، فإن الغطاء C للمجموعة X هو مجموعة المجموعات الجزئية Uα التي تنتمي إلى X والتي يكون مجموعها هو الفضاء الطوبولوجي كاملاً.